# Сатерленд (Шотландия)
Сатерленд (англ. Sutherland) — регистрационный округ, территория лорда-лейтенанта и историческое административное графство в Шотландии. В настоящее время его территория входит в состав области Хайленд.
Исторически область делилась на три региона, которые на шотландском гэльском называются: Dùthaich 'IcAoidh («земля Маккеев», северо-запад), Asainte (также Assynt), and Cataibh (восток). Термин Cataibh также использовался как общее название всей территории.
Административным центром графства был город Дорнох.
Административное графство получило статус области местного самоуправления в 1890 г. и было упразднено в 1975 г., когда был создан округ Сатерленд как один из округов региона местного самоуправления Хайленд. Округ, в свою очередь, был упразднён в 1996 г.
Название Сатерленд восходит ко временам викингов, когда территория называлась Suðrland, буквально «южная земля», поскольку ей управлял ярл Оркнейских островов, находящихся к северу от Сатерленда.
Северо-западная часть Сатерленда исторически известна как провинция Стратнейвер англ. Strathnaver — она не входила в состав графства до 1601 года. Здесь правил могущественный и воинственный клан Маккей.
Британский ракетный стартап Orbex планирует осуществить с космопорта в Сатерленде первый пуск ракеты-носителя Prime, предназначенной для запуска малых спутников, в конце 2021 года. Prime сможет выводить 150—200 кг на высоту 1250 км.